# Eldon (County Durham)
Eldon is een civil parish in het graafschap Durham in Engeland. Het ligt ten zuidwesten van Bishop Auckland, in de buurt van  Shildon.
Sinds 1 april 2003 heeft het een eigen gemeenteraad. Voordien behoorde het dorp tot de gemeente Shildon.